# Natuurpark Serra da Enciña da Lastra

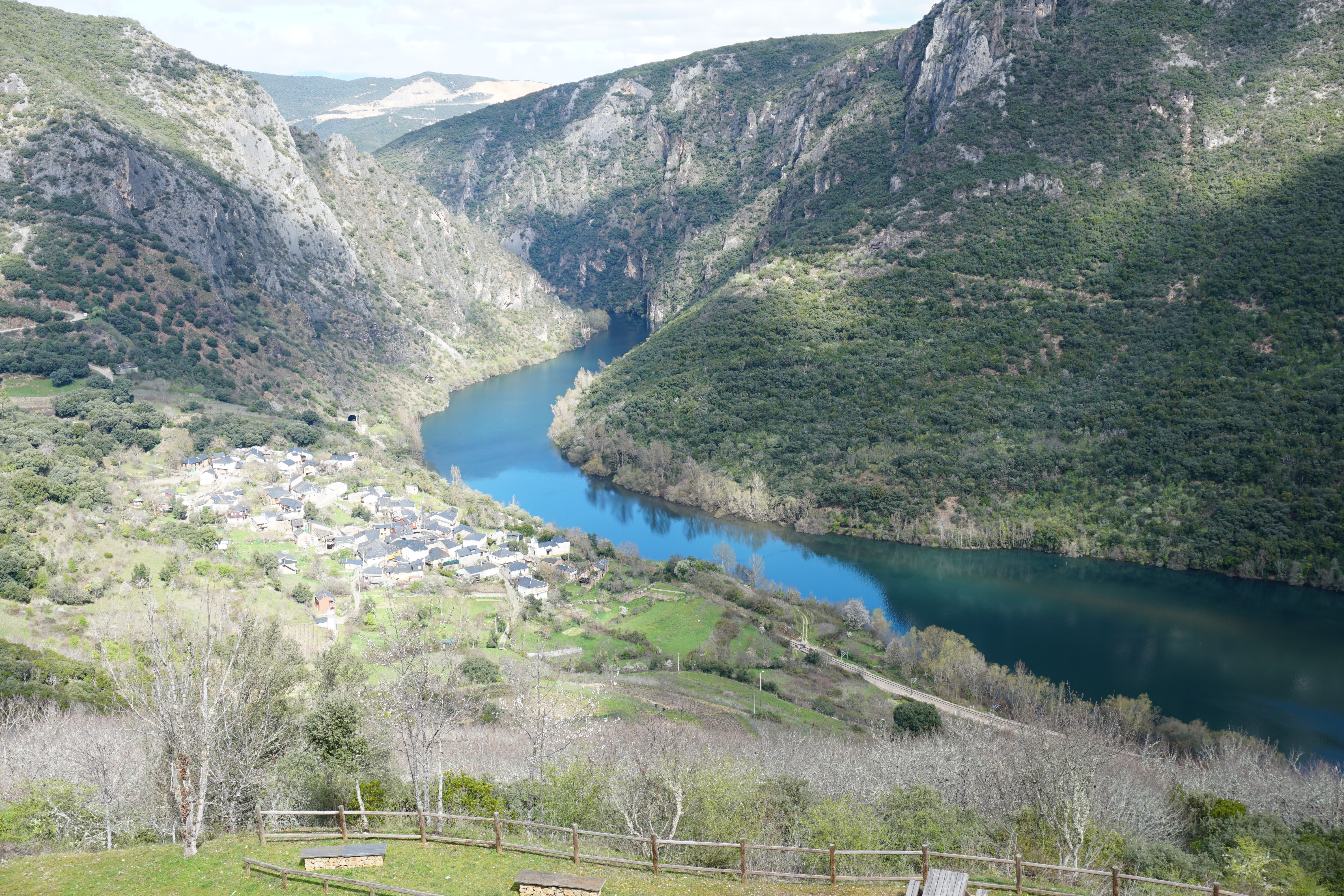

Het Natuurpark Serra da Enciña da Lastra (Galicisch: Parque natural Serra da Enciña da Lastra/ Spaans: Parque natural de la Sierra de la Encina de la Lastra) is een natuurpark in Galicië in Spanje. Het natuurpark werd opgericht in 2002 en is 3151 hectare groot. Het natuurpark omvat een kalkstenen vallei met bossen langs de Sil. In het park komen de steenarend en slechtvalk voor.